# 20 Pułk Piechoty (PSZ)
20 Pułk Piechoty (20 pp) – oddział piechoty Polskich Sił Zbrojnych w ZSRR i Polskich Sił Zbrojnych.

## Formowanie i zmiany organizacyjne
W Ośrodku Zapasowym Armii Polskiej w ZSRR w miejscowości Tockoje, w dniu 25 września 1941 roku zostało utworzone Centrum Wyszkolenia Piechoty pod dowództwem ppłk. Aleksandra Idzika. Na skutek masowego napływu ochotników i poborowych w dniu 29 września 1941. Komendant Ośrodka Zapasowego przystąpił do formowania 7 Dywizji Piechoty w/g etatów radzieckiej dywizji strzelców. Zgodnie z rozkazem dowódcy armii l.dz.140 został zlikwidowany Ośrodek Zapasowy Armii, a w jego miejsce utworzono Ośrodek Organizacyjny Armii. W ramach ośrodka organizowano w dalszym ciągu 7 Dywizję Piechoty, włączając w jej skład istniejące już pułki tj. 19 pp i 7 pal oraz 1 pułk rekrucki, a z Centrum Wyszkolenia Piechoty utworzono nowy 20 pułk piechoty. Pułk był formowany od 20 października 1941 roku, proces formowania nie został zakończony. W związku z dalszą rozbudową armii na podstawie rozkazu Dowódcy Armii l.dz. 650, 11 I 1942 dotychczasowy dowódca ośrodka gen. bryg. Bronisław Rakowski odszedł na stanowisko dowódcy formowanej 8 Dywizji Piechoty, a wraz z nim do tej dywizji został przesunięty 20 pułk piechoty.  W okresie od 24 I do 13 lutego 1942 roku 20 pułk wraz z zawiązkami 8 Dywizji Piechoty koleją został przetransportowany do miejscowości Czokpak na terytorium Kazachskiej Socjalistycznej Republiki Radzieckiej. W nowym garnizonie oddział był w dalszym ciągu organizowany według etatów brytyjskich, szkolenie prowadzono w ograniczonym zakresie, z uwagi na całkowity brak broni i wyposażenia, zmagano się z epidemiami chorób zakaźnych, w tym tyfusu. W dniach 24 marca - 5 kwietnia 1942 roku przeprowadzona została pierwsza ewakuacja Armii Polskiej w ZSRR do Iranu. W jej ramach pułk został przetransportowany do obozu w Pahlevi. Następnie w maju 1942 do Palestyny i stąd w czerwcu dotarł do Południowej Afryki, gdzie 16 czerwca 1942 ze statku S/S Mauretania pułk został wyładowany w Durbanie z uwagi na stwierdzony przypadek tyfusu u jednego z członków załogi. Polscy żołnierze zostali skierowani do obozu Hay Paddock pod Pietermaritzburgiem celem odbycia kwarantanny. Podczas pobytu na ziemi południowoafrykańskiej żołnierze zaskarbili sobie sympatii miejscowej ludności (m.in. urządzano koncerty muzyki polskiej w Pietermaritzburgu i w Johannesburgu). W dniu 1 września 1942 w Pretorii dowódca pułku ppłk Aleksander Idzik i minister Stanisław Łepkowski zostali przyjęci przez premiera Związku Południowej Afryki, marszałka Jana Smutsa, którego wręczyli jego portret namalowany przez st. strz. Szołomiaka. W trakcie wizyty marszałek Smuts pochlebnie wyraził się o Polakach, mówiąc:

Jesteście pierwsi i najlepsi spośród naszych wszystkich sojuszników. Znam was i kocham jeszcze od czasów wspólnych walk, ramię przy ramieniu z wojskami Unii Południowoafrykańskiej, a szczególnie z naszą 1-ą dywizją. Życzę was abyście jak najprędzej powrócili do waszej ukochanej i pięknej, ale już wolnej ojczyzny. Tymczasem będziemy tu w Południowej Afryce opiekować się waszymi dziećmi i rodakami.

4 września 1942 wojska polskie odpłynęły z Durbanu w dalszą drogę, zatrzymując się jeszcze po drodze na kilka dni w Kapsztadzie. 15 października 1942 jednostka została wyładowana w porcie Cardiff w Wielkiej Brytanii, a następnie przetransportowana do Obozu Rozdzielczego Auchtertool. Tam nastąpił rozdział żołnierzy do poszczególnych rodzajów broni i jednostek i rozwiązanie pułku.

## Upamiętnienie
Celem upamiętnienia pobytu wojsk polskich rada miasta Pietermaritzburga uchwałą z 16 kwietnia 1942 postanowiła nazwać jedną z ulic mianem „Poland Road”, co potwierdzono stosowną uchwałą 8 kwietnia 1944 nadając tę nazwę ulicy w dzielnicy Scottsville (przecznica od głównej arterii Oribi Road).
W 1959 były dowódca pułku płk Aleksander Idzik wydał broszurę pt. Czterdziestolecie 20-go pułku piechoty Ziemi Krakowskiej, w której opisał historię jednostki od sformowania w 1941.

## Żołnierze pułku
- Dowódca pułku – ppłk Aleksander Józef Idzik[3]
- Dowódca I batalionu – por. Tadeusz Lubiński[5]
- Dowódca II batalionu – kpt. Władysław Leopold Szczurowski[5]
- Dowódca III batalionu – mjr Jan Andrychowski[5]
- Dowódca batalionu ckm – kpt. Emil Adler[5]